# سیارک ۱۲۰۰۱
سیارک ۱۲۰۰۱ (به انگلیسی: 12001 Gasbarini، نامگذاری:1996ED9) دوازده هزار و یکمین سیارک کشف شده‌است که در ۱۲ مارس ۱۹۹۶ کشف شد.
قدر مطلق سیارک برابر ۲۵.۷ است.